# 279P/La Sagra
279P/La Sagra è una cometa periodica scoperta nel corso del programma La Sagra Sky Survey (LSSS), inizialmente fu ritenuta un asteroide, in seguito fu scoperta la sua natura cometaria. Nel 2013 furono scoperte immagini di prescoperta risalenti al 2002, questo fatto ha permesso la sua numerazione.